# IC 5317
IC 5317 ist eine linsenförmige Galaxie vom Hubble-Typ S0 mit aktivem Galaxienkern im Sternbild Pegasus auf der Ekliptik. Sie ist schätzungsweise 525 Millionen Lichtjahre von der Milchstraße entfernt und hat einen Durchmesser von etwa 50.000 Lichtjahren. 

Im selben Himmelsareal befindet sich u. a. die Galaxie IC 5316.
Das Objekt wurde 1897 von Stéphane Javelle entdeckt.